# قطعة كروية

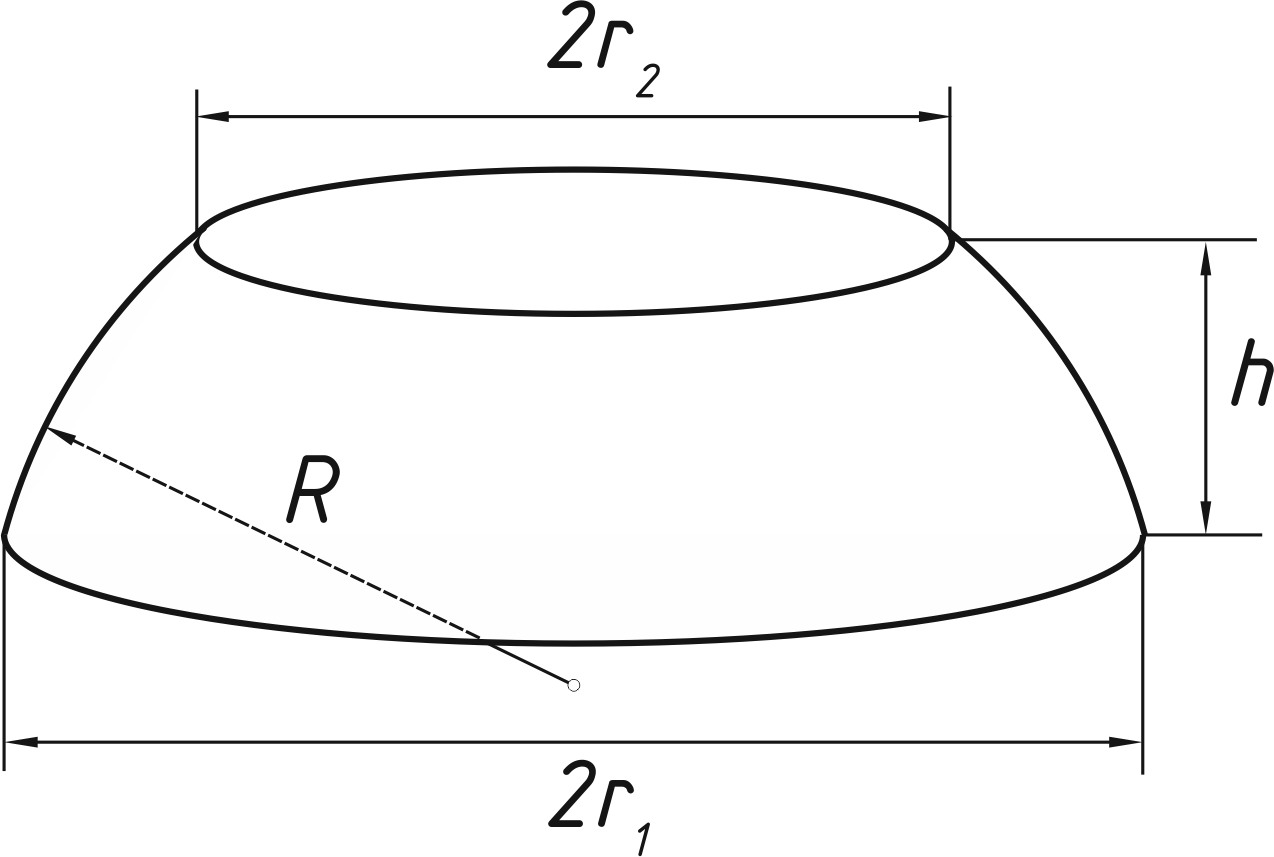
قطعة كروية

في الهندسة الرياضية، القطعة الكروية هو المجسم المعرف بقَطْع كرة بمستويان متوازيان. يمكن اعتباره قبعةً كرويةً مع قطع الجزء العلوي، وبالتالي فهو يتوافق مع جذع كروي.
يُطلق على سطح القطعة الكروية (باستثناء القواعد) اسم المنطقة الكروية .
إذا كان نصف قطر الكرة يسمى R، فإن نصف قطر قواعد القطعة الكروية هي r1 و r2, وارتفاع القطعة (المسافة من مستوى موازٍ إلى آخر) يسمى h، فإن حجم القطعة الكروية هو:
{\displaystyle V={\frac {\pi h}{6}}\left(3r_{1}^{2}+3r_{2}^{2}+h^{2}\right).}
مساحة السطح المنحني للمنطقة الكروية - التي تستثني القاعدة العلوية والسفلية - تُعطى بـ:
{\displaystyle A=2\pi Rh.}